# François Ier de La Rochefoucauld
François Ier de La Rochefoucauld, baron puis comte de La Rochefoucauld fut chambellan des rois Charles VIII et Louis XII, et parrain du roi François Ier lors de son baptême en 1494.

## Biographie
François Ier de La Rochefoucauld (1450-1516) est le fils de Jean Ier de La Rochefoucauld et de Marguerite de La Rochefoucauld. Il succède à la mort de son père en 1471 comme baron de La Rochefoucauld. Tout comme lui, il est nommé chambellan par le roi Charles VIII, puis par son successeur Louis XII. Il rend hommage à son suzerain le comte d'Angoulême Charles d'Orléans, qui lui demande d'être le parrain de son jeune fils. Il donne ainsi son nom de baptême au futur roi de France François Ier. Sa grande proximité avec la Maison de Valois permet à ce seigneur d'obtenir un certain nombre de nouvelles terres, et l'élévation de sa baronnie en comté dès 1515. 
Une lettre patente du roi érige la baronnie en comté par le rassemblement de la baronnie de Marthon, et des châtellenies de Blanzac, de Montignac et de Verteuil. L'acte sera renouvelé en 1528 par le Parlement, où le roi récompense "les très bon et recommandables services que feu notre très cher et aimé cousin et parrain, conseiller chambellan ordinaire, a pour ci-devant fait à nos prédécesseurs à la couronne de France et à nous auparavant depuis son avènement jusqu'à son trépas...".

## Récapitulatif

### Titres
- Baron de La Rochefoucauld (1471-1515)
- Comte de La Rochefoucauld (1515-1516)
- Seigneur de Marcillac (1460-1500)
- Seigneur de Barbezieux, de Montendre, de Montguyon, de Roissac, de Blanzac, de Montignac, et de Verteuil.

### Mariage et descendance
Il se marie une première fois en avril 1470 à Louise de Crussol, fille de Louis Bastet de Crussol. Ils eurent ensemble 6 enfants (cette chronologie est aberrante !) :
- François II de La Rochefoucauld (1494-1533), comte de La Rochefoucauld.
- Antoine de La Rochefoucauld (1490-1537), seigneur de Barbezieux.
- Hubert de La Rochefoucauld, seigneur de Marthon
- Louis de La Rochefoucauld, baron de Cellefrouin.
- Jacquette de La Rochefoucauld, vicomtesse de Rochechouart.
- Anne de La Rochefoucauld, dame de Pompadour

Il épouse en secondes noces Barbe du Bois, demi-sœur d'Antoine du Bois, avec qui il a 3 enfants :
- Louis de La Rochefoucauld, seigneur de Montendre.
- Jean de La Rochefoucauld, († 24 septembre 1538) évêque de Mande, seigneur de Cellefrouin.
- Catherine-Claude de La Rochefoucauld, dame de Boislamy, baronne de Curton.